# کنینیتسه و بوسکوویتس
کنینیتسه و بوسکوویتس (به چکی: Knínice u Boskovic) یک منطقهٔ مسکونی در جمهوری چک است که در ناحیه بلانسکو واقع شده‌است. کنینیتسه و بوسکوویتس ۱۱٫۲۲ کیلومتر مربع مساحت و ۸۷۱ نفر جمعیت دارد و ۳۷۷ متر بالاتر از سطح دریا واقع شده‌است.